# Conorbinella
Conorbinella es un género de foraminífero bentónico de la familia Dictyopsellidae, de la superfamilia Ataxophragmioidea, del suborden Ataxophragmiina y del orden Loftusiida. Su especie tipo es Conorbinella azerbaidjanica. Su rango cronoestratigráfico abarca desde el Barremiense hasta el Aptiense inferior (Cretácico inferior).

## Discusión
Clasificaciones previas incluían Conorbinella en el suborden Textulariina del orden Textulariida o en el orden Lituolida.

## Clasificación
Conorbinella incluye a la siguiente especie:
- Conorbinella azerbaidjanica